# Książę Newcastle

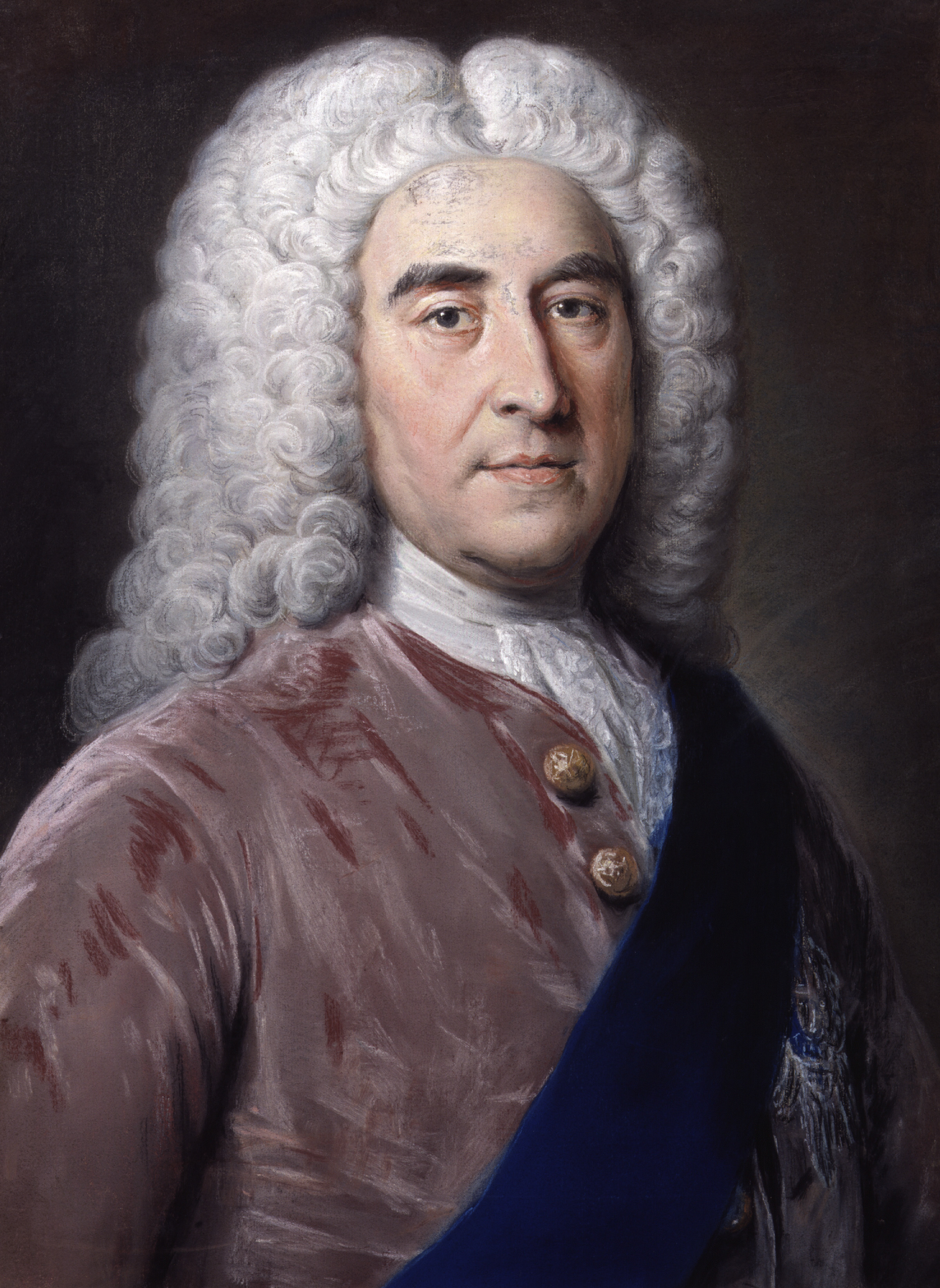
Thomas Pelham-Holles, 1. książę Newcastle

Książę Newcastle – brytyjski tytuł parowski kreowany w parostwie Anglii i Wielkiej Brytanii.
Hrabiowie Newcastle (-upon-Tyne) 1. kreacji (parostwo Anglii)
Dodatkowy tytuł księcia Lennox
- 1623–1623: Ludovic Stewart, 2. książę Lennox

Książęta Newcastle (-upon-Tyne) 1. kreacji (parostwo Anglii)
Dodatkowe tytuły to: markiz Newcastle, hrabia Ogle, wicehrabia Mansfield, baron Cavendish of Bolsover
- 1665–1676: William Cavendish, 1. książę Newcastle
- 1676–1691: Henry Cavendish, 2. książę Newcastle

Książęta Newcastle (-upon-Tyne) 2. kreacji (parostwo Anglii)
Dodatkowe tytuły to: markiz Clare
- 1694–1711: John Holles, 1. książę Newcastle

Książęta Newcastle (-upon-Tyne) 3. kreacji (parostwo Wielkiej Brytanii)
Dodatkowe tytuły to: markiz Clare
- 1715–1768: Thomas Pelham-Holles, 1. książę Newcastle

Książęta Newcastle (-under-Lyne) 1. kreacji (parostwo Wielkiej Brytanii)
- 1757–1768: Thomas Pelham-Holles, 1. książę Newcastle
- 1768–1794: Henry Clinton, 2. książę Newcastle
- 1794–1795: Thomas Pelham-Clinton, 3. książę Newcastle
- 1795–1851: Henry Pelham Pelham-Clinton, 4. książę Newcastle
- 1851–1864: Henry Pelham Pelham-Clinton, 5. książę Newcastle
- 1864–1879: Henry Pelham Alexander Pelham-Clinton, 6. książę Newcastle
- 1879–1928: Henry Pelham Archibald Douglas Pelham-Clinton, 7. książę Newcastle
- 1928–1941: Henry Francis Hope Pelham-Clinton, 8. książę Newcastle
- 1941–1988: Henry Edward Hugh Pelham-Clinton-Hope, 9. książę Newcastle
- 1988–1988: Edward Charles Pelham-Clinton, 10. książę Newcastle